# أورسولا أكوستا
أورسولا أكوستا (بالألمانية: Ursula Acosta) هي عالمة نفس ألمانية، ولدت في 14 يناير 1933 في هانوفر في ألمانيا.